# 캘버리 뱁티스트 스쿨
캘버리 뱁티스트 스쿨(Calvary Baptist Schools)은 미국 캘리포니아 주 라 번에 있는 사립 12년제 초중고등학교이다.

## 개교
이 학교는 1953년 첫 개교되었다.

## 트리비아
대한민국 가수 겸 뮤지컬배우이며 보컬 팝 음악 그룹 코리아나(Koreana)의 구성원이기도 한 이승규(Tom Lee)가 이 학교를 1963년 수료한 바 있다.